# Aktion Saybusch

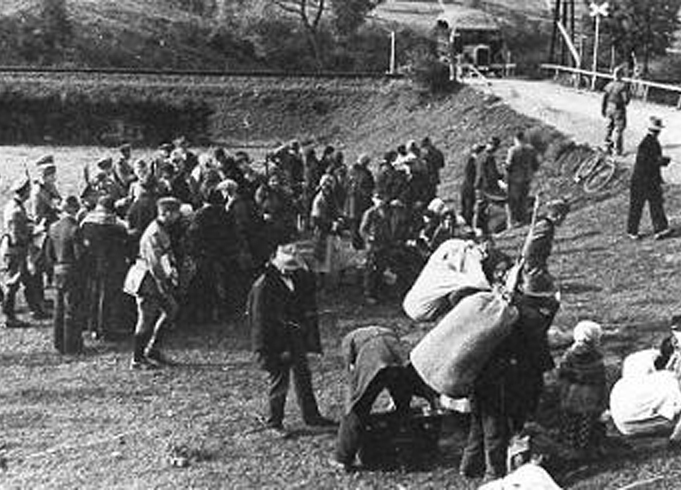
La Aktion Saybusch, 24 de septiembre de 1940. Polacos expulsados esperan transporte en un cruce ferroviario (en esta foto, algunos miembros de las 129 familias deportadas del pueblo de Dolna Sól).

La Operación Saybusch (en alemán: Aktion Saybusch, en polaco: Akcja Żywiec) fue la expulsión masiva de unos 18 000 a 20 000 górales étnicos del territorio del distrito de Żywiec en el área anexada a la provincia alemana de Alta Silesia, realizada por la Wehrmacht y la policía alemana durante la ocupación alemana de Polonia en la Segunda Guerra Mundial. El objetivo principal del desplazamiento forzoso de ciudadanos polacos fue crear espacio para los colonos de etnia alemana de toda Europa del Este, después de la anexión del oeste de Polonia al Tercer Reich en 1939.
La Operación fue parte del plan de Adolf Hitler conocido como Lebensraum que implicaba la germanización de todas las áreas polacas al oeste del territorio asignado al Gobierno General. El nombre de la Operación proviene del nombre alemán de la ciudad de Żywiec – Saybusch. Los desplazamientos de los polacos de Żywiec y los pueblos y ciudades circundantes fueron dirigidos por las autoridades de ocupación bajo el SS-Obersturmbannführer Fritz Arlt, quien reemplazó a Bruno Müller del RKF.
La Aktion Saybusch duró de septiembre a diciembre de 1940, con unos 3200 volksdeutsche traídos al Heim ins Reich (Vuelta al Imperio) de la Bucovina rumana. El proceso de expulsiones continuó a partir de entonces. En total, entre 1940 y 1944, alrededor de 50 000 polacos fueron expulsados por la fuerza de la región y reemplazados por unos 4000 colonos del este de Galitzia y Volinia a quienes se les otorgaron nuevos latifundios. Antes del ataque alemán a la Unión Soviética, ambos invasores acordaron su transferencia en las conferencias Gestapo-NKVD. Las expulsiones del este de Silesia fueron responsabilidad directa del SS-Obergruppenführer Erich von dem Bach-Zelewski, quien también fue responsable de instigarlas.

## Desarrollo de las expulsiones
Artículo principal: Heims ins Reich

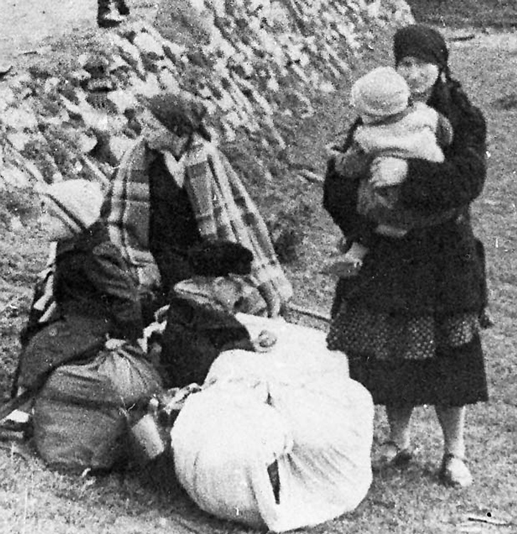
Mujeres esperando un transporte durante la Aktion Saybusch, 24 de septiembre de 1940.

Más información: Expulsión de polacos por la Alemania nazi y Polenlager
En diciembre de 1939, la policía alemana realizó un censo de población en la región. Más del 99 % de los lugareños declararon la nacionalidad polaca, mucho más que en la propia Silesia al oeste inmediato. El análisis de las cifras del censo preparó el escenario para las deportaciones masivas en la Alta Silesia, que se decidió en julio de 1940. Algunos creen que los judíos polacos no formaron parte de esta Aktion. Por otro lado, el historiador del Holocausto Christopher R. Browning escribió que los judíos debían haber sido una parte integral del mismo. Los alemanes locales "no habían llevado a cabo diligentemente la identificación y captura de activistas e intelectuales polacos y, por lo tanto, no estaban ansiosos por informar el número real de judíos deportados". Por ejemplo, las familias judías del distrito de Zabłocie en Żywiec fueron transportadas a un gueto de tránsito y campo de trabajo en Sucha Beskidzka en la primavera de 1941, y en 1942 enviadas a bordo de trenes del Holocausto a Auschwitz. Todo fue cuidadosamente preparado por las autoridades de ocupación alemanas, con horarios para los transportes ferroviarios polacos, raciones de comida y un grupo de funcionarios de la Gestapo que hablaban polaco. El costo de la operación estimado en unas 300.000 ℛℳ debía ser pagado por los propios cautivos. 

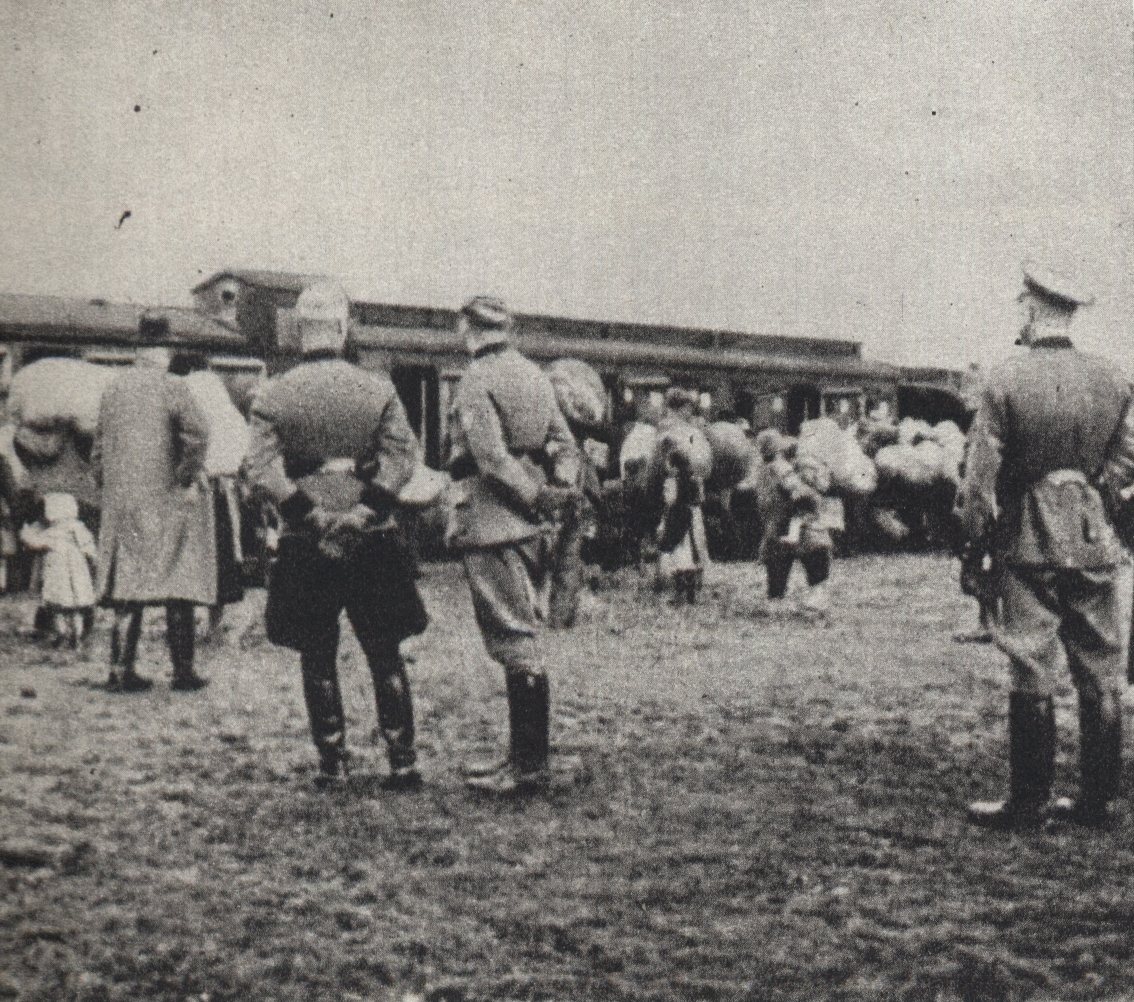
Familias polacas que llevan posesiones permitidas abordan tren de deportación.

La operación se inició simultáneamente en diferentes lugares el 22 de septiembre de 1940 a las 5 de la mañana. Las unidades de la policía y el ejército rodearon los asentamientos polacos y entraron en casas individuales y ordenaron a los agricultores que salieran en 20 minutos. La testigo presencial Helena Szatanikowa comentó que todas las instrucciones provenían de una orden impresa en polaco. Se pidió a los residentes que entregaran todo el dinero y los objetos de valor. Se les permitió llevar consigo solo ropa y comida, dejando atrás todo lo demás, incluido el ganado. Fueron conducidos y transportados en camiones a los llamados puntos de tránsito en las ciudades cercanas de Żywiec, Rajcza, Sucha Beskidzka y más lejos, como Końskie y otras. Mientras tanto, los nuevos colonos germánicos ya esperaban en los centros de distribución establecidos en Bogumin y Cieszyn. Los polacos fueron sometidos a selección y separados en "racialmente valiosos" (para un trato preferencial) y el resto, incluidas mujeres y niños. Se reunieron grupos de hombres jóvenes para el trabajo esclavo en Alemania. De acuerdo con la ley alemana, todos los cautivos debían recibir lo necesario durante 14 días; sin embargo, en la práctica fueron despojados de los restos de sus propias pertenencias en el proceso de registros de equipaje y corporales.
Los puntos de reunión en las estaciones de tren albergaban cada vez a unos 1000 polacos; quienes se dividieron en grupos de 40 en línea con vagones ya numerados. Cada transporte generalmente se enviaba por separado, primero a un cruce ferroviario en Łódź (para una mayor selección), y desde allí, a ubicaciones previamente elegidas en todo el Gobierno General (Generalgouvernement). Los postes se entregaron a pueblos y aldeas en las cercanías de Biłgoraj, Wadowice, Radzymin, Łuków y a las gobernaciones de Lublin y Kielce (véase la Reserva de Lublin organizada desde octubre de 1939), donde fueron dejados solos sin ninguna ayuda. Además, los alemanes habían advertido a la población local que los deportados que llegaban eran delincuentes, lo que empeoró aún más su situación. Fueron recibidos con miedo y solo aceptación renuente en sus destinos. Muchos murieron durante el transporte. Otros se vieron obligados a mendigar. Toda la acción de desplazamiento fue realizada por el Polizei-Battalion No. 82 (bajo Kegel) y el Battalion No. 83 (bajo Eugen Seim, estacionado en Jeleśnia) con aproximadamente 500 soldados, así como numerosos funcionarios de las SS, el RKF y el NSDAP, incluidos los oficiales de la Gestapo de Katowice.

## Los colonos
Las casas polacas abandonadas fueron limpiadas y lavadas por trabajadores forzados, en su mayoría cautivos judíos y algunos górales restantes, que luego fueron empleados por los nuevos propietarios de granjas. Los cobertizos considerados insalubres fueron derribados. El departamento preparó banderas con la esvástica y retratos de Hitler para colocarlos en las granjas declaradas listas para ser ocupadas por los nuevos alemanes. A pesar de que la campaña de propaganda nazi pintó una imagen optimista de su futuro opulento, a los nuevos anfitriones no se les dio la mejor de las tierras, que estaban reservadas para el Reichsdeutsche que había servido en la Wehrmacht. Muchos colonos estaban decepcionados con las sencillas cabañas de madera a las que les dijeron que se mudaran y las tierras de cultivo de mala calidad. Los funcionarios del Reichsgau Wartheland, por su parte, lamentaron el atraso cultural de los recién llegados en comparación con la mayoría de los polacos y su incapacidad para hablar alemán correctamente. Los nuevos colonos fueron puestos bajo vigilancia policial permanente.

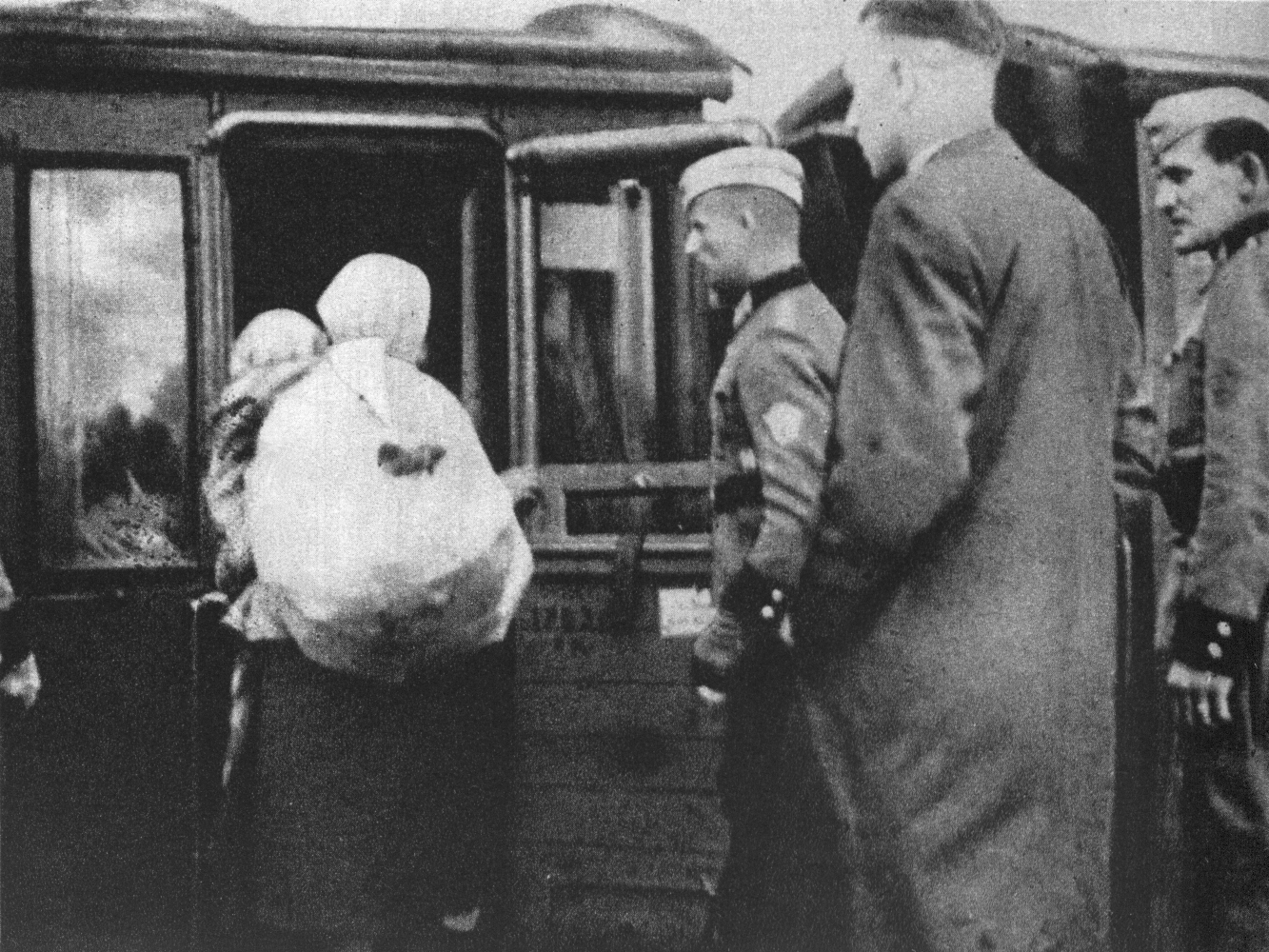
Expulsión del condado de Żywiec de las mujeres górales con hijos.

La Aktion Saybusch finalizó oficialmente el 12 de diciembre de 1940, aunque el último transporte (de un total de 19) se envió hasta el 31 de enero de 1941. Además de los 18 000 a 20 000 deportados enviados a través de la frontera, unos 8000 górales empleados en las industrias locales fueron trasladados lejos de sus hogares. Era un proyecto piloto destinado a ser seguido por operaciones similares, pero en marzo de 1941 el SS-Obergruppenführer Hans Frank, Gobernador del Gobierno General, se opuso a una mayor superpoblación de su distrito. Como resultado, a partir de 1942, los deportados polacos fueron ubicados con otros agricultores en los pueblos más pobres dentro del mismo territorio de Silesia (Interne Umsiedlung), o enviados a uno de los 23 nuevos campos llamados Polenlager, creados especialmente para ese propósito. Al final de la guerra, alrededor de 50 000 ciudadanos polacos fueron desplazados de Żywiec y sus alrededores, casi un tercio de su población. En los Polenlager, se llevaron a cabo más selecciones, incluidos los secuestros raciales de niños de sus padres, quienes después de la verificación fueron enviados a los centros Lebensborn para su germanización. Los agricultores górales desplazados que regresaron a sus hogares en 1945 a menudo encontraron edificios arrasados o destruidos y todo lo demás robado por los colonos que escapaban del avance soviético.

## Investigación del IPN
A principios de la década de 1990, la Aktion Saybusch fue investigada por la Comisión para el Enjuiciamiento de Crímenes contra la Nación Polaca en el Instituto Nacional  de la Memoria en Katowice, seguida de una investigación formal iniciada en 1998 por el senador Władysław Bułka. Después de una serie de anuncios en la prensa, unas 1000 personas se comunicaron con el IPN con datos recopilados personalmente y materiales complementarios, que revelaron la identidad de muchas familias desplazadas. Según Ewa Koj del IPN, la mayoría de las víctimas vivas ya habían sido entrevistadas. La investigación se vio limitada por su avanzada edad y tuvo que interrumpirse por motivos legales. Sin embargo, fue seguido por una amplia exhibición de documentos y fotografías recopilados en el proceso y presentados en muchas ciudades y pueblos regionales, incluidos Katowice, Żywiec, Bielsko-Biała y otros. Los autores nazis de la limpieza étnica ya habían sido condenados durante los juicios de Núremberg. El IPN anunció que discutir asuntos de compensación de guerra no estaba dentro de su mandato, lo que algunas víctimas vivas encontraron decepcionante.